# هوبرت استیونز
هوبرت استیونز (انگلیسی: Hubert Stevens; ۷ مارس ۱۸۹۰ – ۲۶ نوامبر ۱۹۵۰) ورزشکار بابسلد اهل ایالات متحده آمریکا بود.
از افتخارات وی می‌توان به کسب مدال طلا در بازی‌های المپیک زمستانی ۱۹۳۲ اشاره کرد.